# Cybianthus albescens
Cybianthus albescens är en viveväxtart som beskrevs av Pipoly. Cybianthus albescens ingår i släktet Cybianthus, och familjen viveväxter. Inga underarter finns listade i Catalogue of Life.